# Uşak (Provinz)
Uşak ist eine Provinz der Türkei mit der gleichnamigen Hauptstadt Uşak. Die Provinz hat den ISO 3166-2 Code TR-64.

## Geografie
Die Provinz hat eine Fläche von 5556 km² und eine Bevölkerung von nahezu 370.000 Menschen, von denen fast 230.000 (≈62 %) in der Provinzhauptstadt leben. Uşak liegt an der Grenze zwischen der Ägäisregion und Zentralanatolien. Die Provinz wird im Norden von der Provinz Kütahya, im Osten von der Provinz Afyonkarahisar, im Süden von der Provinz Denizli und im Westen von der Provinz Manisa begrenzt. Der Bevölkerungsanteil der Provinz an der Ägäisregion beträgt etwa 3,5 Prozent.

### Berge
- Elma Dağı – 1805 m
- Ahır Dağı – 1940 m
- Tahtalı Tepe – 1644 m
- Kocatepe – 1298 m
- Murat Dağı – 2309 m
- Bulkaz Dağı – 1990 m

## Verwaltungsgliederung

### Landkreise
Die Provinz gliedert sich in sechs Landkreise (İlçe)
| Kreis- code 1   | Landkreis (İlçe) | Fläche 2 (km²) | Bevölkerung (2020) 3 | Bevölkerung (2020) 3       | Anzahl der Einheiten   | Anzahl der Einheiten  | Anzahl der Einheiten | Bevölke- rungs- dichte (Ew./km²) | städt. Anteil (in %) | Sex Ratio 4 | Grün- dungs- datum 5, 6 |
| Kreis- code 1   | Landkreis (İlçe) | Fläche 2 (km²) | Landkreis (İlçe)     | Verwal- tungssitz (Merkez) | Gemein- den (Belediye) | Stadt- viertel (Mah.) | Dörfer (Köy)         | Bevölke- rungs- dichte (Ew./km²) | städt. Anteil (in %) | Sex Ratio 4 | Grün- dungs- datum 5, 6 |
| --------------- | ---------------- | -------------- | -------------------- | -------------------------- | ---------------------- | --------------------- | -------------------- | -------------------------------- | -------------------- | ----------- | ----------------------- |
| 1170            | Banaz            | 1.114          | 35.647               | 16.447                     | 2                      | 9                     | 46                   | 32,0                             | 51,44                | 1012        | 1953                    |
| 1323            | Eşme             | 1.156          | 34.991               | 15.475                     | 2                      | 9                     | 59                   | 30,3                             | 50,30                | 1023        |                         |
| 1436            | Karahallı        | 330            | 10.046               | 5.729                      | 1                      | 6                     | 13                   | 30,4                             | 57,03                | 996         | 1953                    |
| 1704            | Merkez Uşak      | 1.655          | 256.050              | 228.881                    | 1                      | 29                    | 83                   | 154,7                            | 89,39                | 1004        |                         |
| 1629            | Sivaslı          | 473            | 20.349               | 7.093                      | 4                      | 12                    | 18                   | 43,0                             | 62,91                | 990         | 1953                    |
| 1697            | Ulubey           | 828            | 12.350               | 6.260                      | 1                      | 7                     | 26                   | 14,9                             | 50,69                | 1007        | 1953                    |
| PROVINZ 64 Uşak | PROVINZ 64 Uşak  | 5.556          | 369.433              |                            | 11                     | 72                    | 245                  | 66,5                             | 78,39                | 1005        | 1953                    |

### Städte
In der Provinz gibt es fünf Gemeinden (Belediye), die nicht der Sitz eines Landkreises sind. Nachfolgende Tabelle zeigt die Einwohnerzahlen dieser Ende 2020 und die dazugehörigen Landkreise sowie die Anzahl der Stadtviertel (Mahalle). Die Türkische Statistik listet selten die Bevölkerung der Städte (Belediye) auf, sondern eher die der Stadtviertel (Mahalle).

| Belediye     | Landkreis | Anzahl Mahalle | Einwohner |
| ------------ | --------- | -------------- | --------- |
| Yeleğen      | Eşme      | 3              | 2.127     |
| Pınarbaşı    | Sivaslı   | 2              | 1.982     |
| Tatar        | Sivaslı   | 3              | 1.913     |
| Kızılcasöğüt | Banaz     | 3              | 1.891     |
| Selçikler    | Sivaslı   | 2              | 1.844     |

### Dörfer
Die 245 Dörfer (Köy) haben eine Gesamtbevölkerung von 79.821 Einwohnern, das entspricht etwa einem Viertel (2020: 21,61 %) der Gesamtbevölkerung. Neun Dörfer der Provinz haben mehr als 1.000 Einwohner, vier davon liegen im Hauptstadtkreis (İlçe Merkez). Durchschnittlich bewohnen ein Dorf 326 Einwohner. Kaşbelen (3.202), İlyaslı (1.768), Yayalar (1.693), Derbent (1.438) und Bozkuş (1.432 Einw.) sind die größten Dörfer der Provinz, Reşadiye ist mit 24 Einwohnern das kleinste. 80 der 245 Dörfer haben mehr als der Durchschnitt, d. h. 326 Einwohner.

## Bevölkerung
1924 zählte die Stadt Uşak noch 15.000 Einwohner. In den Landkreisen Ulubey, Karahallı und Banaz waren es 70.000. 1926 stieg die Einwohnerzahl von 85.000 auf 91.298. Von 1950 bis 1955 stieg die Einwohnerzahl um 68,1 %, da der Landkreis Eşme der Provinz Manisa Uşak zugeschlagen wurde.

### Ergebnisse der Bevölkerungsfortschreibung
Nachfolgende Tabelle zeigt die jährliche Bevölkerungsentwicklung nach der Fortschreibung durch das 2007 eingeführte adressierbare Einwohnerregister (ADNKS). Zusätzlich sind die Bevölkerungswachstumsrate und das Geschlechterverhältnis (Sex Ratio d. h. Anzahl der Frauen pro 1000 Männer) aufgeführt. Der Zensus von 2011 ermittelte 340.636 Einwohner, das sind über 18.000 Einwohner mehr als zum Zensus 2000.
| Jahr | Bevölkerung am Jahresende | Bevölkerung am Jahresende | Bevölkerung am Jahresende | Wachstums- rate der Be- völkerung (in %) | Geschlechter verhältnis (Frauen auf 1000 Männer) | Rang (unter den 81 Provinzen) |
| Jahr | gesamt                    | männlich                  | weiblich                  | Wachstums- rate der Be- völkerung (in %) | Geschlechter verhältnis (Frauen auf 1000 Männer) | Rang (unter den 81 Provinzen) |
| ---- | ------------------------- | ------------------------- | ------------------------- | ---------------------------------------- | ------------------------------------------------ | ----------------------------- |
| 2020 | 369.433                   | 184.225                   | 185.208                   | −0,29                                    | 1005                                             | 52                            |
| 2019 | 370.509                   | 184.529                   | 185.980                   | 0,80                                     | 1008                                             | 52                            |
| 2018 | 367.514                   | 182.931                   | 184.583                   | 0,70                                     | 1009                                             | 52                            |
| 2017 | 364.971                   | 181.898                   | 183.073                   | 1,74                                     | 1006                                             | 52                            |
| 2016 | 358.736                   | 179.259                   | 179.477                   | 1,61                                     | 1001                                             | 52                            |
| 2015 | 353.048                   | 176.281                   | 176.767                   | 1,03                                     | 1003                                             | 52                            |
| 2014 | 349.459                   | 174.231                   | 175.228                   | 0,85                                     | 1006                                             | 52                            |
| 2013 | 346.508                   | 172.573                   | 173.935                   | 1,24                                     | 1008                                             | 52                            |
| 2012 | 342.269                   | 169.997                   | 172.272                   | 0,75                                     | 1013                                             | 52                            |
| 2011 | 339.731                   | 169.343                   | 170.388                   | 0,51                                     | 1006                                             | 53                            |
| 2010 | 338.019                   | 168.064                   | 169.955                   | 0,64                                     | 1011                                             | 52                            |
| 2009 | 335.860                   | 166.944                   | 168.916                   | 0,52                                     | 1012                                             | 52                            |
| 2008 | 334.111                   | 165.506                   | 168.605                   | 0,00                                     | 1019                                             | 53                            |
| 2007 | 334.115                   | 165.235                   | 168.880                   | −                                        | 1022                                             | 51                            |
| 2000 | 322.313                   | 159.804                   | 162.509                   |                                          | 1017                                             | 58                            |

### Volkszählungsergebnisse
Nachfolgende Tabellen geben den bei den 9 Volkszählungen dokumentierten Einwohnerstand der Provinz Uşak wieder.
Die Werte bis 1960 sind E-Books (der Originaldokumente) entnommen, die Werte ab 1965 entstammen der Datenabfrage des Türkischen Statistikinstituts TÜIK – abrufbar über diese Webseite:
| Jahr | Bevölkerung | Bevölkerung | Rang |
| Jahr | Provinz     | Türkei      | Rang |
| ---- | ----------- | ----------- | ---- |
| 1955 | 165.614     | 24.064.763  | 59   |
| 1960 | 184.733     | 27.754.820  | 59   |
| 1965 | 190.536     | 31.391.421  | 62   |
| 1970 | 207.512     | 35.605.176  | 62   |
| 1975 | 229.679     | 40.347.719  | 60   |

| Jahr | Bevölkerung | Bevölkerung | Rang |
| Jahr | Provinz     | Türkei      | Rang |
| ---- | ----------- | ----------- | ---- |
| 1980 | 247.224     | 44.736.957  | 60   |
| 1985 | 271.261     | 50.664.458  | 59   |
| 1990 | 290.283     | 56.473.035  | 58   |
| 2000 | 322.313     | 67.803.927  | 58   |

Anzahl der Provinzen bezogen auf die Censusjahre:
- 1935: 57 Provinzen
- 1955: 67 Provinzen
- 1960 bis 1985: 73 Provinzen
- 1990: 73 Provinzen
- 2000: 81 Provinzen

## Wirtschaft
In der Region sind 45,34 % der Menschen in der Landwirtschaft tätig. Die Produktion reicht aber nicht für den Eigenverbrauch. In der Provinz werden jährlich 147.150 Tonnen Weizen, 231.990 Tonnen Gerste, 2.478 Tonnen Hafer und 2.105 Tonnen Mais produziert. Im Kreis Banaz werden 49.567 Tonnen Erbsen geerntet. Zudem werden 6.931 Tonnen Tabak verarbeitet. Obst und Gemüse werden ausschließlich im Kreis Sivaslı angebaut, wo jährlich ein Erdbeer-Festival veranstaltet wird. Uşak besitzt die älteste Zuckerfabrik der Türkei, darüber hinaus sind Leder- und Keramikindustrie von Bedeutung.

## Küche
Tarhana çorbası
In der Region ist die Tarhana-Suppe sehr beliebt. Zutaten sind Weizenmehl, Joghurt, Zwiebeln, Tomaten, Pfeffer. In der Regel wird sie zum Mittagessen zubereitet.
Gemahlener Mohn (Haşhaş)
Getrockneter Mohn wird mithilfe von Öl zu einer Paste gemahlen, welches als Brotaufstrich o. ä. zubereitet wird.
Gurkensalat
Zubereitung: die reifen Gurken schälen, in kleine Stücke schneiden, mit Butter und Zwiebeln kochen. Darüber streut man noch scharfe Gewürze.